# (372) Пальма
(372) Пальма (исп. Palma) — один из крупнейших астероидов главного пояса. Он был открыт 19 августа 1893 года французским астрономом Огюстом Шарлуа в обсерватории Ниццы и назван, как считается, в честь столицы Мальорки города Па́льма-де-Мальо́рка. 

Орбита астероида Пальма и его положение в Солнечной системе
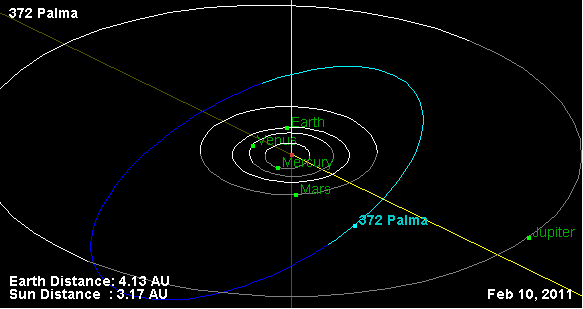
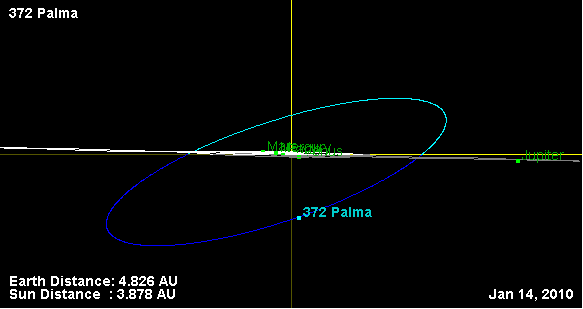